# Венецијанска комисија
Венецијанска комисија, службено Европска комисија за демократију путем права, савјетодавно је тијело Савјета Европе, сачињено од независних стручњака из области уставног права. Настала је 1990. након пада Берлинског зида, у потребно за хитном уставном помоћи у источној и средњој Европи.

## Државе чланице
Почевши са 18 држава чланица, недуго након формирања све државе чланице Савјета Европе придружиле су се Венецијанској комисији, а од 2002. неевропске државе такође могу постати пуноправне чланице. Према подацима из 2021, Венецијанска комисија има 62 државе, од чега су 47 државе чланице Савјета Европе. Бјелорусија је придружени члан и има још пет држава посматрача. Палестинска национална управа и Јужна Африка имају посебан статус сарадње, сличан статусу посматрача. Европска унија, Организација за европску безбједност и сарадњу/Канцеларија за демократске институције и људска права и Међународно удружење уставног права учествују у пленарним сједницама Комисије.
Државе чланица Венецијанске комисије су:
- Албанија
- Алжир
- Андора
- Јерменија
- Аустрија
- Азербејџан
- Белгија
- Босна и Херцеговина
- Бразил
- Бугарска
- Канада
- Чиле
- Костарика
- Хрватска
- Кипар
- Чешка
- Данска
- Естонија
- Финска
- Француска
- Грузија
- Њемачка
- Грчка
- Мађарска
- Исланд
- Ирска
- Израел
- Италија
- Казахстан
- Јужна Кореја
- Косово
- Киргистан
- Летонија
- Лихтенштајн
- Литванија
- Луксембург
- Малта
- Мексико
- Молдавија
- Монако
- Црна Гора
- Мароко
- Холандија
- Северна Македонија
- Норвешка
- Перу
- Пољска
- Португалија
- Румунија
- Русија
- Сан Марино
- Србија
- Словачка
- Словенија
- Шпанија
- Шведска
- Швајцарска
- Тунис
- Турска
- Украјина
- Уједињено Краљевство
- Сједињене Државе

Државе посматрачи Венецијанске комисије су:
- Аргентина
- Света столица
- Јапан
- Уругвај